# جاي سميث (مدرب كرة سلة)
جاي سميث (بالإنجليزية: Jay Smith)‏ هو مدرب كرة سلة أمريكي، ولد في 21 يونيو 1964.